# Pierre (Dél-Dakota)
Pierre város az Egyesült Államokban, Dél-Dakotában. Ez az állam fővárosa és Hughes megye központja. Lakossága 13 876 volt 2000-ben, ezzel a vermonti Montpelier után a második legkevesebb lakossal rendelkező államközpont. 1880-ban alapították a Missouri-folyó partján, szemben Fort Pierre-rel. Pierre Dél-Dakota fővárosa a terület 1889. november 11-én kihirdetett állammá válásától. Azért ez a város lett a főváros, mert Pierre az állam földrajzi középpontjában fekszik. Fort Pierre-t ifjabb Pierre Chouteauról nevezték el, egy francia-kanadai szőrmekereskedőről. Fontos csomópont és híres csarnokáról.  Pierre a Pierre térség központja, amely magába foglalja Hughes és Stanley megyéket.
Innen származik Ernest Lawrence Nobel-díjas fizikus.

## Népesség
| Lakosok száma | 12 906 | 13 646 | 14 091 |
|               | 1990   | 2010   | 2020   |